# Кълпепър (окръг, Вирджиния)
Окръг Кълпепър (на английски: Culpeper County) е окръг в щата Вирджиния, Съединени американски щати. Площта му е 989 km², а населението - 34 262 души (2000). Административен център е град Кълпепър.